# キ70 (航空機)
立川 キ70
- 用途：偵察機
- 分類：司令部偵察機
- 設計者：品川信次郎
- 製造者：立川飛行機
- 運用者：大日本帝国陸軍
- 初飛行：1943年
- 生産数：2機
- 運用状況：不採用・退役

キ70は、第二次世界大戦時に大日本帝国陸軍で試作された偵察機。設計・製造は立川飛行機が行った。一〇〇式司令部偵察機の後継機として開発されたものの、他の多くの開発中止機がたどった道と同様に、設計開始時には要求性能を解決していたが、軍当局の定見ない追加要求にふりまわされ、結果的に性能が軍の要求値に届かず失敗作となり開発中止になった。

## 概要
1939年（昭和14年）、日本陸軍は立川に対して一〇〇式司令部偵察機の後継機となる、最大速度650 km/hを目標とした新型司令部偵察機の試作を内示し、立川は同年3月に基礎研究に着手。品川信次郎技師を主務者として1941年（昭和16年）10月より設計にとりかかり、1942年（昭和17年）6月に完了させた。
開発された機体は、立川が技術提携しライセンス生産したロッキード L-14 スーパーエレクトラを参考にし、より洗練したようなスタイルで、当時最高の出力を誇っていた「ハ104」エンジンを装備した双発機だった。また、主翼を層流翼としファウラー・フラップを有する点、機首をガラス張りにして偵察員席を設けて下方視界を確保した点が特徴だった。
しかし、開発途中で陸軍から、本機を爆装可能にして軽爆撃機としても使えるようにするよう仕様の変更が指示された。加えて、尾部に遠隔操作式の機銃を装備することや防弾装備の強化、燃料タンクの増設なども要求され、これらの指示に従った結果総重量が10 t近くの重量級の機体になってしまった。
試作1号機は1943年（昭和18年）2月に完成し、続いて2号機も完成した。直ちに飛行性能試験が行われたが、重量増加が原因で最高速度は580 km/hと陸軍の要求値よりも90 km/hも遅くなってしまった。これに対して立川では、製作中の試作3号機およびそれ以降では主翼面積を増大させ、より強力な「ハ111」または「ハ211ル」エンジンを搭載することで対処しようとした。また、試作機のうち1機はエンジンを排気タービンつきの「ハ104ル」に換装している。しかし、同時期に開発中だった一〇〇式司令部偵察機三型が630 km/hの最大時速を記録した為、キ70は開発不要となり3号機の試作も中止された。
また、エンジンをより大出力の「ハ211」または「ハ211ル」（2,100 hp）に変更した「キ70-II」も計画されていたが、キ70の開発中止に伴いこちらも中止されている。

## スペック
出典：『日本航空機総集 立川・陸軍航空工廠・満飛・日国篇』 84頁。
- 全長：14.50 m
- 全幅：17.80 m
- 全高：3.70 m
- 主翼面積：43.0 m2
- 自重：5,895 kg
- 全備重量：9,855 kg
- 発動機：三菱 ハ104 空冷副列星型18気筒 離昇2,000 hp × 2
- 最大速度：580 km/h（実測値）
- 巡航速度：490 km/h
- 実用上昇限度： 11,000m
- 航続距離： 2,500 km
- 武装：
  - 九八式旋回機関銃（7.92mm） × 1[6]
  - 一式十二・七粍固定機関砲 × 1[6]
  - 小型爆弾[5]
- 乗員：3名